# 1931 TD3
1931 TD3 är en asteroid i huvudbältet som upptäcktes den 10 oktober 1931 av den amerikanske astronomen Clyde Tombaugh vid Lowell-observatoriet.
Asteroiden har en diameter på ungefär 10 kilometer.